# Städtisches Gymnasium Heißen
Das Städtische Gymnasium Heißen in Mülheim an der Ruhr wurde 1975 gegründet und erhielt seinen Namen nach dem Mülheimer Stadtteil Heißen. Die Schule hat rund 961 Schüler und 75 Lehrer (Stand: September 2018).

## Schulprofil
Bilingualer Zweig
Mit Beginn des Schuljahres 1995/96 wurde der deutsch-englische bilinguale Bildungsgang als ein besonderes Angebot des Fremdsprachenunterrichts eingeführt. Aufbauend auf dem traditionellen Englischunterricht werden im bilingualen Zweig zusätzlich die Sachfächer Erdkunde, Biologie, und Geschichte in englischer Sprache unterrichtet. In allen übrigen Fächern erfolgt der Unterricht auf Deutsch.
MINT Excellence Center
Schüler, die sich in der Sekundarstufe I und II in den MINT-Fächern (Mathematik, Informatik, Naturwissenschaften, Technik) besonders engagieren, haben die Möglichkeit ein MINT-Zertifikat zu erwerben, das zusammen mit dem Abitur verliehen wird.
Europaschule in NRW
Seit 2011 ist das Gymnasium Heißen eine von insgesamt 154 Europaschulen in Nordrhein-Westfalen. Mit dem Titel wurde die Schule für ihr Engagement im Bereich der Europabildung ausgezeichnet. Neben dem bilingualen Zweig und der Möglichkeit zum Erwerb international anerkannter Sprachzertifikate waren die bestehenden Austauschprogramme mit Darlington, Beykoz (Istanbul), Opole und das PAD-Preisträgerprogramm die Grundlage für diese Auszeichnung.

## Geschichte
Gründung und Planung des Baus
Das Gymnasium Heißen wurde 1975 in Folge steigender Anmeldungen an Mülheimer Gymnasien gegründet.
Die ersten drei Klassen wurden im Schuljahr 1975/76 im Gebäude der Grundschule an der Nordstraße eingeschult.
Unter der Leitung des Architekten Aribert Riege wurde im Februar 1976 das Konzept für den Neubau des Gymnasiums vorgestellt. Dieser sollte an das Gebäude der Hauptschule angegliedert werden, die schon vor 10 Jahren entstand. Sie sollte aus mindestens zwei flachen Türmen bestehen, die durch eine große Pausenhalle verbunden sein sollten, und optional durch einen Oberstufen-Turm erweitert werden konnte, da die Schule ursprünglich nur als Sekundarstufen 1 Schule gegründet wurde.
Der Bau des Schulgeländes
Die Bauarbeiten begannen im Dezember 1975 und waren im November 1977 so weit fortgeschritten, dass das Kollegium durch den Rohbau geführt werden konnte.
Zu Beginn des Schuljahres 1978/79 konnte die Schule in das fertige Gebäude einziehen. Die offizielle Übergabe erfolgte am 27. Oktober 1978.
Im selben Jahr erfolgte die Planung für den Oberstufen-Turm, damit auch eine Oberstufe im Gebäude Platz finden sollte.
Um diese gab es zuvor im Rat der Stadt starke Diskussionen; die CDU-Fraktion beantragte eine Oberstufe, während die SPD-Fraktion erst die Bevölkerungsentwicklung im Stadtteil Heißen abwarten wollte.
Auch der Bau der Dreifachturnhalle begann 1978 und wurde Ende Oktober 1980 fertiggestellt.

## Schulleitung
- Hans Wuttke (1975–1999)
- Marion Krallmann (1999–2012)
- Sigrun Leistritz (2012–2022)
- Robert Dißelmeyer (Kommissarisch seit 2022)
- Patrick Rodeck (seit 8/2022)

## Bekannte ehemalige Schüler
- Carsten Schmuck (1968–2019), Professor für organische Chemie
- René Steinberg (* 1973), Kabarettist und Autor